# Корнелія Лінзе
Корнелія Лінзе (нім. Cornelia Linse, 3 жовтня 1959) — німецька академічна веслувальниця.
Срібна призерка Олімпійських Ігор 1980 року в складі парної двійки.
Чемпіонка світу 1979 (парні двійки), 1985 (одиночки) років, срібна призерка 1981, 1982, 1983 років у складі парної четвірки зі стерновою.